# Пригородна сільська рада (Оренбурзький район)
При́городна сільська рада (рос. Пригородный сельский совет) — сільське поселення у складі Оренбурзького району Оренбурзької області Росії.
Адміністративний центр — селище Пригородний.

## Населення
Населення — 7641 особа (2019; 4412 в 2010, 3407 у 2002).

## Склад
До складу сільської ради входять:
| Населений пункт     | Населення, осіб (2002) | Населення, осіб (2010) |
| ------------------- | ---------------------- | ---------------------- |
| Лісничество, селище | 111                    | 142                    |
| Медовка, хутір      | 56                     | 47                     |
| Пригородний, селище | 3240                   | 4223                   |